# Авл Атілій Калатін
Авл Атілій Калаті́н (лат. Aulus Atilius Calatinus; ? — 216 до н. е.) — політичний та військовий діяч Римської республіки, консул 258 та 254 років до н. е.

## Життєпис
Походив з впливового плебейського роду Атіліїв. Син Авла Атілія Калатіна та Фабії. Про молоді роки мало відомостей. Його кар'єрі сприяло те, що він був онуком по матері видатного політика та військовика Квінта Фабія Максима Рулліана.
У 258 році до н. е. його обрано консулом спільно з Гаєм Сульпіцієм Патеркулом. Під час своєї каденції намагався захопити Панорм, проте марно. Але зумів захопити міста Енна, Камаріна, Терма, Іппана, Містретту. Проте після цих успіхів потрапив у засідку, з якої його врятував військовий трибун Марк Кальпурній Фламма. 257 року до н. е. Авла Атілія обрали претором. Того ж року він отримав тріумф.
У 254 році до н. е. Авла вдруге обрано консулом, цього разу разом з Гнеєм Корнелієм Сципіоном Азіною. Спільно з колегою він захопив Кефолодом, атакував Дрепанум, втім не зумів його захопити. Після цього вони рушили до Панорму (сучасне Палермо), який незабаром захопили. Проте тріумф отримав лише Гней Корнелій Азіна.
У 249 році до н. е. після поразок римського флоту був призначений диктатором. Став першим диктатором, хто очолив війська поза Італією. Зумів захопити важливе сицилійське місто Ерікс.
У 247 році до н. е. його обрано цензором спільно з Авлом Манлієм Торкватом Аттіком. 241 року до н. е. призначений посередником у суперечці між проконсулом Гаєм Лутацієм Катулом та претором Квінтом Валерієм Фальтоном щодо права на тріумф. Авл Атілій обрав Катула.
Надалі засідав у сенаті. Помер у 216 році до н. е.